# The Cornerstone of the Corner Store
| Оценки критиков | Оценки критиков |
| Источник        | Оценка          |
| --------------- | --------------- |
| RapReviews      | 7.5 из 10       |

«The Cornerstone of the Corner Store» (с англ. — «Краеугольный камень магазина на углу») — третий сольный студийный альбом американского рэпера Винни Паза, вышедший 28 октября 2016 года на независимом лейбле Enemy Soil Records. Музыкальными продюсерами проекта выступили C-Lance, Oh No, 7L, Alkota, Buckwild, DJ Eclipse, Ish Quintero, J-Zone, Psycho Les, Stoupe The Enemy Of Mankind и Teddy Roxpin. А в качестве гостей на проекте приняли участие Demoz, Eamon, Jakk Frost, A.G., Agallah, Conway The Machine, Ghostface Killah, Hus Kingpin, Malik B., O.C., Smoovth, Ransom и Ras Kass.
В музыкальных чартах США, еженедельно публикуемыми журналом «Биллборд», альбом дебютировал на 97-й строчке в Top Current Album Sales, на 21-й строчке в Independent Albums, на 12-й строчке в Top R&B/Hip-Hop Albums и на 9-й строчке в Top Rap Albums.

## Список композиций
| №                   | Название                                              | Автор(ы)                                                  | Продюсер(ы)                                                           | Длительность |
| ------------------- | ----------------------------------------------------- | --------------------------------------------------------- | --------------------------------------------------------------------- | ------------ |
| 1.                  | «Intro»                                               | Ish Quintero                                              | Ish Quintero                                                          | 1:23         |
| 2.                  | «Philo: Metatron: Wisdom»                             | Винчензо Лювинери, Майкл Джэксон                          | Oh No                                                                 | 3:24         |
| 3.                  | «The Void» (при участии Eamon)                        | Лювинери, Eamon J. Doyle, Энтони Бест                     | Buckwild                                                              | 2:57         |
| 4.                  | «Steel Sharpens Steel» (при участии Demoz)            | Лювинери, Хосе Варгас, Craig Lanciani                     | C-Lance                                                               | 2:48         |
| 5.                  | «Iron Tusk» (при участии Conway The Machine)          | Лювинери, Demond Price, George Andrinopoulos, Jeremy Page | 7L                                                                    | 2:53         |
| 6.                  | «Limb From Limb» (при участии Ransom)                 | Лювинери, Randy Jay Nicholls, Тедди Розенталь             | Teddy Roxpin                                                          | 2:17         |
| 7.                  | «The Ghost I Used To Be» (при участии Eamon)          | Лювинери, Doyle, Lanciani                                 | C-Lance                                                               | 4:00         |
| 8.                  | «Herringbone» (при участии Гостфейс Килла)            | Лювинери, Деннис Коулс, Джэксон                           | Oh No                                                                 | 2:42         |
| 9.                  | «Moroccan Jewels» (при участии Hus Kingpin и Smoovth) | Лювинери, Cory Atkins, Sean Lesperance, Andrinopoulos     | 7L                                                                    | 2:23         |
| 10.                 | «The Coffin»                                          | Лювинери, Лестер Фернандез                                | Psycho Les                                                            | 3:14         |
| 11.                 | «Hakim» (при участии A.G. и O.C.)                     | Лювинери, Andre Barnes, Омар Кредл, Lanciani              | C-Lance                                                               | 3:56         |
| 12.                 | «Hebrew Tau» (при участии Jakk Frost)                 | Лювинери, Tyrone Starks, Джэксон                          | Oh No                                                                 | 3:14         |
| 13.                 | «Gospel Of The Worm» (при участии Ras Kass)           | Лювинери, John R. Austin, Kevin Baldwin, Lanciani         | Stoupe The Enemy Of Mankind при дополнительном продюсировании C-Lance | 3:26         |
| 14.                 | «Pistolvania 2» (при участии Jakk Frost и Malik B.)   | Лювинери, Starks, Malik Abdul Basit-Smart, Lanciani       | C-Lance                                                               | 3:49         |
| 15.                 | «Alcapurrias» (при участии Agallah и Demoz)           | Лювинери, Angel L. Aguilar, Варгас, Lanciani              | C-Lance                                                               | 3:09         |
| 16.                 | «Yev Kassem»                                          | Лювинери, Jay Mumford, Doyle                              | J-Zone                                                                | 3:15         |
| 17.                 | «Ninety Three»                                        | Лювинери, Eric Winn                                       | DJ Eclipse                                                            | 3:09         |
| 18.                 | «Blood Addiction»                                     | Лювинери, T. Brady                                        | Alkota                                                                | 3:45         |
| 19.                 | «Writings On Disobedience And Democracy»              | Лювинери, Lanciani                                        | C-Lance                                                               | 7:10         |
| Общая длительность: | Общая длительность:                                   | Общая длительность:                                       | Общая длительность:                                                   | 1:02:54      |

## Музыкальный персонал
- Винчензо «Vinnie Paz» Лювинери — вокал
- Eamon J. Doyle — вокал на 3 и 7
- Хосе «Demoz» Варгас — вокал на 4 и 15
- Demond «Conway The Machine» Price — вокал на 5
- Randy Jay «Ransom» Nicholls — вокал на 6
- Деннис «Ghostface Killah» Коулс — вокал на 8
- Cory «Hus Kingpin» Atkins — вокал на 9
- Sean «Smoovth» Lesperance — вокал на 9
- Andre «A.G.» Barnes — вокал на 11
- Омар «O.C.» Кредл — вокал на 11
- Tyrone «Jakk Frost» Starks — вокал на 12 и 14
- John «Ras Kass» Austin — вокал на 13
- Malik Abdul Basit-Smart — вокал на 14
- Angel «Agallah» Aguilar — вокал на 15
- Jason Da Juggernaut — дополнительный вокал на 15
- Eric «DJ Eclipse» Winn — скретчи на 2, 10 и 17, продюсирование на 17
- Dave «DJ Kwestion» Klein — скретчи на 13
- Jay «J-Zone» Mumford — барабаны и продюсирование на 16
- Ish Quintero — продюсирование на 1
- Майкл «Oh No» Джэксон — продюсирование на 2, 8 и 12
- Энтони «Buckwild» Бест — продюсирование на 3
- Craig «C-Lance» Lanciani — продюсирование на 4, 7, 11, 14, 15 и 19, дополнительное продюсирование на 13
- George «7L» Andrinopoulos — продюсирование на 5 и 9
- Тедди «Teddy Roxpin» Розенталь — продюсирование на 6
- Лестер «Psycho Les» Фернандез — продюсирование и микширование на 10
- Kevin «Stoupe The Enemy Of Mankind» Baldwin — продюсирование на 13
- T. «Alkota» Brady — продюсирование на 18
- Scott "Supe" Stallone — микширование всех кроме 10
- Питер Хамфрис — мастеринг звукозаписи

## Еженедельные чарты
| Чарт (2016)                             | Высшая позиция |
| --------------------------------------- | -------------- |
| США (Billboard Top Current Album Sales) | 97             |
| США (Billboard Independent Albums)      | 21             |
| США (Billboard Top R&B/Hip-Hop Albums)  | 12             |
| США (Billboard Top Rap Albums)          | 9              |

### Дополнительные
- The Cornerstone Of The Corner Store на сайте Discogs